# Pseudocyphellaria rubrina
Pseudocyphellaria rubrina är en lavart som först beskrevs av Stirt., och fick sitt nu gällande namn av D. J. Galloway. Pseudocyphellaria rubrina ingår i släktet Pseudocyphellaria och familjen Lobariaceae.   Inga underarter finns listade i Catalogue of Life.